# Inna Alexejewna Barsowa

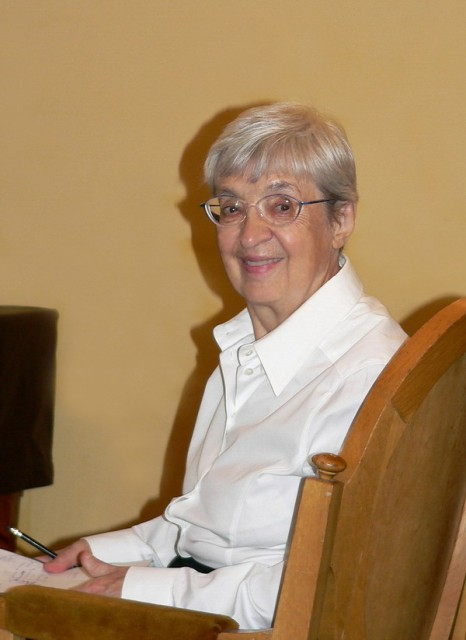
Inna Alexejewna Barsowa (2007)

Inna Alexejewna Barsowa (russisch Инна Алексеевна Барсова; * 10. September 1927 in Smolensk) ist eine sowjetische bzw. russische Musikwissenschaftlerin und Hochschullehrerin.

## Leben
Barsowa, Tochter des Klavierbauers Alexej F. Barsow, erlernte mit sieben Jahren das Klavierspielen bei L. W. Stantschinski, Schwester des Pianisten Alexei Stantschinski. Ab 1937 besuchte sie die Zentrale Musikschule beim Moskauer Konservatorium in der Klavier-Klasse anfangs bei M. L. Gechtman und dann bei E. L. Wiljanskaja. Gleichzeitig lernte sie Komposition bei S. J. Birjukow. Nach Beginn des Deutschen Angriffskriegs und der Schlacht um Moskau wurde sie evakuiert. Nach der Rückkehr 1943 lernte sie in der Musikschule Klavier bei N. L. Fischman und dann bei W. A. Natanson, Harmonium bei Igor Spossobin und Komposition bei Jewgeni Messner. Das anschließende Studium in der Fakultät für Theorie und Komposition des Moskauer Konservatoriums schloss sie 1951 ab. Es folgte die Aspirantur bei Igot Spossobin mit Abschluss 1954.
Ab 1954 lehrte Barsowa am Lehrstuhl für Instrumentation und führte ab 1969 eine Spezialklasse. Auch lehrte sie am Lehrstuhl für ausländische und russische Musikgeschichte.
Barsowas Forschungsschwerpunkt wurde die westeuropäische Musik. Insbesondere widmete sie sich des Werks Gustav Mahlers und wurde Mitglied der Internationalen Gustav Mahler Gesellschaft. Sie verfasste zahlreiche Artikel für das Grove Dictionary of Music and Musicians (1980, 2000). Sie wurde 1978 zur Doktorin der Kunstwissenschaften promoviert.
Von  1979 bis 1991 war Barsowa Professorin des Gorkier Konservatoriums und von 1995 bis 1998 Professorin des Minsker Konservatoriums.
Seit 1998 ist Barsowa Professorin am Lehrstuhl für Musiktheorie des Moskauer Konservatoriums.
Barsowa ist mit dem Philologen Sergei Oscherow verheiratet. Mit der Opernsängerin Walerija Barsowa ist sie entfernt verwandt.

## Werke (Auswahl)
- Das Frühwerk von Alexandr Mosolov, Jahrbuch Peters. 1979. Hg. von Eberhard Klemm. Leipzig, 1980. S. 117–169
- Mahler und Dostojewski, Gustav Mahler Kolloquium. Red. Rudolf Klein. Kassel u. a.: Bärenreiter, 1981. (Österreichische Gesellschaft für Musik. Beiträge’ 79–81). S. 65–75
- Mahler - ein «Schüler» Čajkovskijs?, Internationales Čajkovskij-Simposium. Tübingen 1993: Bericht. Hg. von Thomas Kohlhase. Mainz u. a.: Schott, 1995. (Čajkovskij-Studien. Bd. 1) S. 51–56
- Zum Formproblem bei Gustav Mahler, Kongreßbericht zum IV. Internationalen Gewandhaus-Symposium «GUSTAV MAHLER. Leben - Werk - Interpretation; Rezeption». 11–13. Oktober 1985. Hg. von Steffen Lieberwirth. Leipzig, 1990. (Dokumente zur Gewandhausgeschichte. 5). S. 53–57
- Das Schaffen Gustav Mahlers im Spiegel der russischen Kritik und Musikwissenschaft in der ersten Hälfte des 20. Jahrhunderts, Das Gustav-Mahler-Fest. Hamburg 1989. Bericht über den Internationalen Gustav-Mahler-Kongreß. Hg. von Matthias Theodor Vogt. Kassel u. a.: Bärenreiter, 1991. S. 267–277
- Aleksander Mossolow - sein Leben und sein Schicksal, Verfemte Musik. Komponisten in den Diktaturen unseres Jahrhunderts: Dokumentation des Kolloquiums vom 9.–12. Januar 1993 in Dresden. Frankfurt/M. u. a.: Peter Lang, 1995. S. 177–182
- Mahler und Russland, Muziek & Wetenschap: Dutch Journal for Musicology. Vol. 5 (1995/1996). Nr. 3. Gustav Mahler: the world listens. Ed. by Donald Mitchell and Henriette Straub. Amsterdam. S. 287–301
- Verdrängte Moderne. Russische Avantgardemusik in den zwanziger Jahren, Berlin - Moskau. 1900–1950. München; New York: Prestel, 1996. S. 167–171
- Das Thema der Wanderschaft im Lied von Schubert und Mahler, Muzyka i lirika 9. Pie´s´n europejska miedzu romantyzmem a modernizmem. Studia pod redaktija; M. Tomaszewskiego. Akademia Muzyczna w Krakowie, 2000. S. 89–95
- Avancierte Musik in Moskau und St. Petersburg, Dresden und die avancierte Musik im 20. Jahrhundert. Teil I. 1900–1933. Hg. von Matthias Herrmann und Hanns-Werner Heister. Laaber: Laaber, 1999. (Musik in Dresden. Bd. 4). S. 47–50
- Mahler and Russia, The Mahler Companion. Ed. by Donald Mitchell and Andrew Nicholson. Oxford, 1999. P. 517–530
- Die Rezeption der deutsch-österreichischen Avantgarde in Russland (1911–1948), Musikgeschichte in Mittel- und Osteuropa. Mitteilungen der internationalen Arbeitsgemeinschaft an der *Technischen Universität Chemnitz. Heft 6. Hg. von Helmut Loos und Ebernhard Müller. Chemnitz: Gudrun Schröder, 2000. S. 146–173
- Opfer stalinistischen Terrors: Nikolaj Žiljaev, Friedrich Geiger / Eckhard John (Hrsg.). «Musik zwischen Emigration und Stalinismus. Russische Komponisten in den 1930-er und 1940-er Jahren». Verlag J. B. Metzler. Stuttgart. Weimar. 2004. S. 140–157
- Wolfgang Mende. «Die Macht der Zensur war total». Ein Gespräch mit Inna Barsova. Verlag J. B. Metzler. Stuttgart. Weimar. S. 12–18